# 1907 في الجزائر
الأحداث من عام 1907 في الجزائر.

## المواليد
20 مايو– الحاج محمد العنقة رائد الأغنية الشعبية (نوع من الموسيقى الجزائرية)